# Relaciones Rusia-Turquía
Las relaciones entre Rusia y Turquía (en ruso: отношения Российско-турецкие y en turco: ilişkileri Rusya-Türkiye) se refieren a las relaciones bilaterales entre la Federación Rusa y la República de Turquía. Las relaciones entre ambos países han sido tensas, aunque en los últimos veinte años han tendido a mejorar.

## Historia
Desde 1568, las relaciones fueron tensas por el apoyo del Imperio otomano a los pequeños estados turcos y vasallos islámicos del Imperio ruso, como los kanatos de Astracán o de Crimea.
Los otomanos apoyaron en repetidas ocasiones los tártaros de Crimea en las campañas contra Rusia. En 1568, comenzó la primera de una serie de trece guerras ruso-turcas. En la mayoría, los europeos apoyaron a Turquía. Primero Reino Unido, luego el Imperio austro-húngaro. Los rusos ganaron en ocho ocasiones.
En el siglo XIX, Rusia ayudó a los eslavos y las minorías cristianas de Turquía a levantarse contra los otomanos. Sin embargo, el objetivo de Rusia no fue siempre dividir el estado otomano, pues eso podría ayudar a Austria, su otra enemiga.
Pero el deseo de pasar por los Estrechos Turcos y el paneslavismo empujarían Rusia en esa dirección, lo que llevó a la guerra de 1877 a 1878. En el siglo XX, también se enfrentaron en la Primera Guerra Mundial.
Tras la disolución de la Unión Soviética, las relaciones mejoraron, y han sido socios estratégicos en la región de Transcaucasia.

## Relaciones actuales
Las relaciones entre ambos países, que habían venido normalizándose desde la década de 1990, sufrieron un empeoramiento desde 2015 hasta 2016. El 24 de noviembre de ese año, aviones de combate F-16 turcos derribaron a uno ruso Su-24 en una disputa por el espacio aéreo cerca de la frontera entre Turquía y Siria. El presidente ruso, Vladímir Putin describió el incidente habló de acciones «terroristas» y dijo que habría «consecuencias significativas, incluyendo [en] las relaciones entre Rusia y Turquía».
El 19 de diciembre de 2016 Andréi Karlov, el embajador ruso en Ankara, fue asesinado a balazos en una galería de arte, complicando así gravemente la relación bilateral entre ambas naciones.
No obstante, se normalizaron nuevamente en 2016. Como socio cercano de Rusia y Ucrania, Turquía intenta negociar una solución pacífica a la invasión rusa de Ucrania, y ha organizado un número de negociaciones de alto perfil entre los dos países.